# دانشتات-شاوئرنهایم
دانشتات-شاوئرنهایم (به آلمانی: Dannstadt-Schauernheim) یک شهر در آلمان است که در راین-پفلاتس-کرایس واقع شده‌است. دانشتات-شاوئرنهایم ۷٬۱۲۲ نفر جمعیت دارد.